# 1804 au Canada

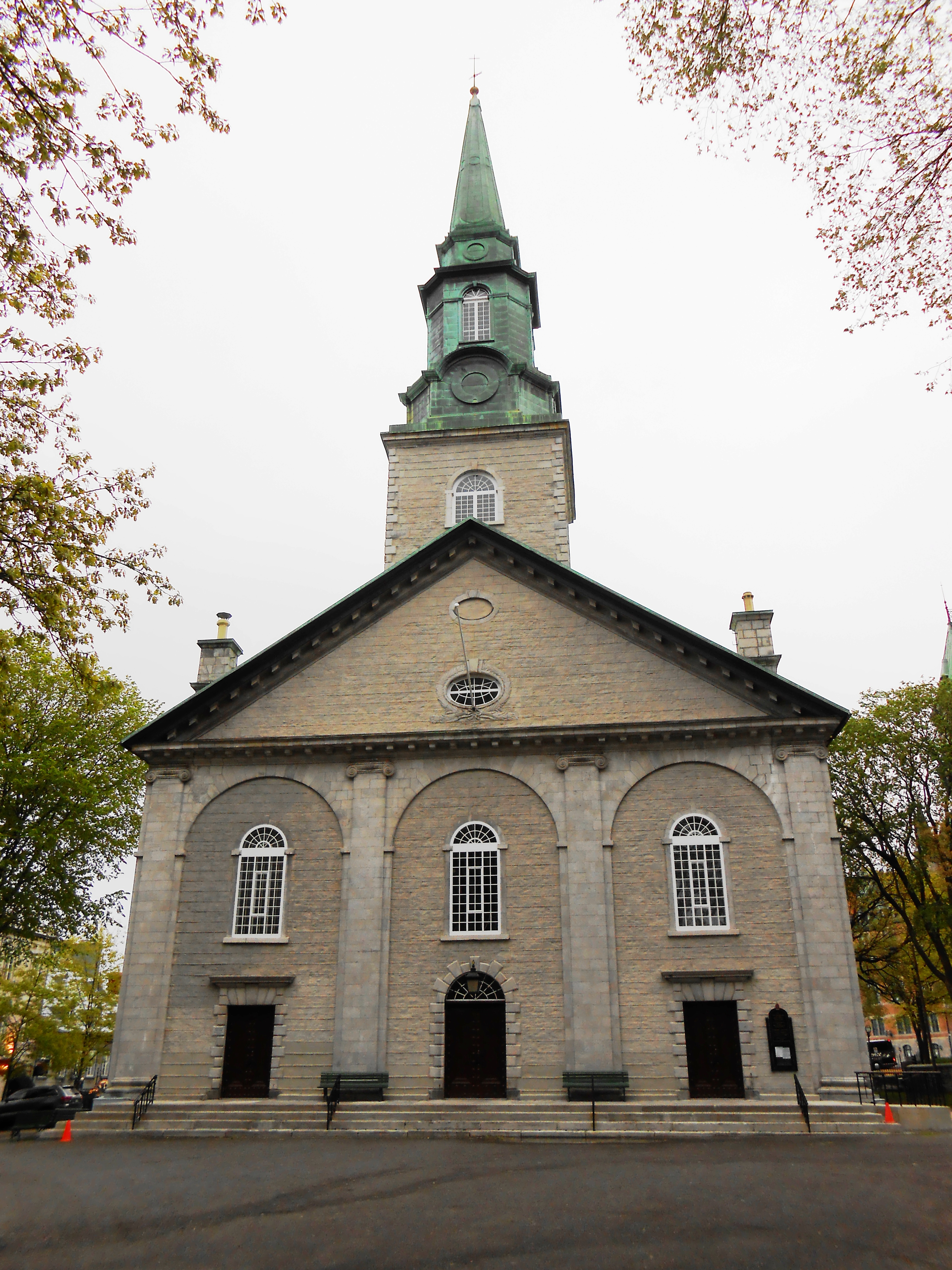
Cathédrale de la Sainte-Trinité de Québec. Lieu de culte anglican consacrée en 1804

Pour un article plus général, voir Chronologie du Canada.
Cet article traite des événements qui se sont produits durant l'année 1804 au Canada.

## Événements
- Mai : Élection de la Quatrième législature du Haut-Canada (en).
- 18 juin au 6 août : Élection de la Quatrième législature du Bas-Canada.
- Juillet : À la mort de son oncle Simon McTavish, William McGillivray devient directeur de la Compagnie du Nord-Ouest, qui sous autorité dirige l’exploitation commerciale de l’Ouest canadien grâce à son organisation[1].
- 8 octobre : Naufrage du HMS Speedy (1798) (en) durant une tempête de neige au Lac Ontario. Ce navire avait à son bord quelques dignitaires du Haut-Canada.
- Construction d'un premier phare aux Grands Lacs à Niagara-on-the-Lake sur l'emplacement du Fort Mississauga.
- Début de la démolition des Fortifications de Montréal.
- Des Mennonites de la Pennsylvanie fondent une ville qui va porter plus tard le nom de Waterloo après la bataille du même nom.
- Joseph Frederick Wallet Desbarres devient lieutenant-gouverneur de l'Île-du-Prince-Édouard.
- Erasmus Gower est nommé gouverneur de Terre-Neuve.

## Culture
- Thomas Moore (poète) compose le 'Canadian boat song' à Sainte-Anne-de-Bellevue.

## Naissances
- 13 février : Jean-Charles Prince, premier évêque de Saint-Hyacinthe.
- 29 février : Antoine Plamondon, artiste peintre.
- 10 avril : Charles Hastings Doyle, militaire et lieutenant gouverneur de la Nouvelle-Écosse et Nouveau-Brunswick.
- 12 mai : Robert Baldwin, premier ministre du Canada-Uni.
- 5 septembre : Amos Edwin Botsford, juge et politicien.
- 17 octobre : Michael Power, premier évêque catholique de Toronto.
- 13 décembre : Joseph Howe, premier ministre de la Nouvelle-Écosse.
- David Cameron, premier juge en Colombie-Britannique.

## Décès
- 6 juillet : Simon McTavish, entrepreneur et homme d'affaires.
- 30 août : Joseph-Claude Boucher de Niverville, militaire, seigneur et surintendant des Affaires indiennes.
- 23 septembre: Philippe Liébert, soldat et sculpteur.
- Jean-Baptiste Hamelin, officier militaire ayant combattu pour les américains durant la révolution américaine.